# Eyes Adrift
Eyes Adrift var ett projektband bestående av Krist Novoselic (tidigare Nirvana), Curt Kirkwood (Meat Puppets) och Bud Gaugh (Sublime). Bandet släppte en självbetitlad skiva och gav sig ut på en kort USA-turné, innan Novoselic lämnade bandet. Novoselic sjöng även på tre av låtarna på skivan, "Inquiring Minds", "Dottie Dawn & Julie Jewel" och "Pasted".

## Medlemmar

### Ordinarie medlemmar
- Krist Novoselic – basgitarr, sång
- Curt Kirkwood – gitarr, sång
- Bud Gaugh – trummor, slagverk, synthesizer

### Samarbetande musiker
- Jimmy Shortell – trumpet
- John Plymale – ljudmix

## Diskografi

### Studioalbum
- Eyes Adrift (24 september 2002)

1. "Sleight of Hand" – 4:11
2. "Alaska" – 2:51
3. "Inquiring Minds" – 2:46 (tillägnad JonBenét Ramsey)
4. "Untried" – 3:56
5. "Blind Me" – 4:01
6. "Dottie Dawn & Julie Jewel" – 3:04
7. "Solid" – 3:37
8. "Pyramids" – 5:13
9. "Telescope" – 4:06
10. "Slow Race" – 5:00
11. "What I Said" – 4:34
12. "Pasted" – 15:33

Bonusspår på japanska utgåvan
1. "Son of Pasted"
2. "The Cup & The Lip"

### Singlar
- "Alaska" (29 januari 2003)